# Araguapaz
Araguapaz is een gemeente in de Braziliaanse deelstaat Goiás. De gemeente telt 7.780 inwoners (schatting 2009).